# 600 Musa
A 600 Musa egy a Naprendszer kisbolygói közül, amit Joel Hastings Metcalf fedezett fel 1906. június 14-én.